# إي. في. لوكاس
إي. في. لوكاس (بالإنجليزية: E. V. Lucas) (12 يونيو 1868، لندن في المملكة المتحدة - 26 يونيو 1938، مرليبون في المملكة المتحدة)؛ صحفي وروائي بريطاني.

## روابط خارجية
- إي. في. لوكاس على موقع ميوزك برينز (الإنجليزية)